# 淳化县
淳化县是中国陕西省咸阳市所辖的一个县。为古豳地，位于陕西中部，泾河流域。总面积为983.81平方公里，常住人口約15万人。

## 历史
秦孝公十二年（前350年），秦国自栎阳邑（今陕西临潼东北武屯镇）徙都咸阳，置三十一县，云阳县为其中之一，这是淳化历史上最早的设县。三国魏明帝时，司马懿辅政，取消云阳县。北宋淳化四年（993年），于梨园镇（今淳化县城）建县，修复唐代梨园旧城为县城，以淳化年号为县名，属耀州。宣和元年（1119），划属邠州。元朝时，三水县（今旬邑县）并入。明朝成化时分离出三水县。

## 人口
2020年末，全县常住人口为141756人。 与2010年第六次全国人口普查的193377人相比，十年共减少51621人,年均增长率为-3.06%。 

## 行政区划
淳化县下辖1个街道办事处、7个镇：
城关街道、官庄镇、方里镇、润镇、车坞镇、铁王镇、石桥镇和十里塬镇。

## 交通
- 211国道过境。